# Anstalten Roxtuna
Anstalten Roxtuna eller Roxtunaanstalten var en ungdomsanstalt i Roxtuna i Linköpings kommun.
Roxtuna har en period varit ungdomsfängelse, senare en anstalt för fängelsedömda missbrukare. År 1993 införde Kriminalvårdsverket Sveriges första 12-stegsbehandling vid Roxtuna.  Anstalten Roxtuna stängdes 2007 varvid 12-stegsbehandlingen fördes över till Anstalten Skänninge.
1960 till 1966 jobbade nobelpristagaren och poeten Tomas Tranströmer som fängelsepsykolog och kurator vid anstalten.
År 2015 köpte bostadsbolaget Stångåstaden Roxtunaanstalten för 18 miljoner. Tanken är att byggnaden ska rivas för att bli bostäder i framtiden.